# Xena: Warrior Princess - The Talisman of Fate
 (novembre 2018).
Si vous disposez d'ouvrages ou d'articles de référence ou si vous connaissez des sites web de qualité traitant du thème abordé ici, merci de compléter l'article en donnant les références utiles à sa vérifiabilité et en les liant à la section « Notes et références ».
Xena: Warrior Princess - The Talisman of Fate est un jeu vidéo de combat sorti en 1999 sur Nintendo 64. Le jeu a été développé par Saffire et édité par Titus Software.
Le jeu est basé sur la série télévisée Xena, la guerrière.